# Сен-Мартен-де-Мьё
Сен-Марте́н-де-Мьё (фр. Saint-Martin-de-Mieux) — коммуна во Франции, находится в регионе Нижняя Нормандия. Департамент коммуны — Кальвадос. Входит в состав кантона Фалез-Север. Округ коммуны — Кан.
Код INSEE коммуны — 14627.

## Население
Население коммуны на 2010 год составляло 428 человек.
| 1962 | 1968 | 1975 | 1982 | 1990 | 1999 | 2010 |
| ---- | ---- | ---- | ---- | ---- | ---- | ---- |
| 218  | 225  | 238  | 297  | 379  | 356  | 428  |

## Экономика
В 2010 году среди 272 человек трудоспособного возраста (15—64 лет) 207 были экономически активными, 65 — неактивными (показатель активности — 76,1 %, в 1999 году было 72,5 %). Из 207 активных жителей работали 197 человек (104 мужчины и 93 женщины), безработных было 10 (9 мужчин и 1 женщина). Среди 65 неактивных 22 человека были учениками или студентами, 29 — пенсионерами, 14 были неактивными по другим причинам.